# Hans Poeschel (Politiker)
Hans Poeschel (* 20. September 1881 in Grimma; † 2. Juni 1960 in München) war ein deutscher Verwaltungsjurist und in der Zeit des Nationalsozialismus Oberbürgermeister von Mönchengladbach.

## Leben
Während seines Studiums wurde Poeschel Mitglied beim Verein Deutscher Studenten Leipzig. Nach bestandenem juristischen Staatsexamen und anschließender Referendarzeit wirkte er von 1911 bis 1914 in der deutschen Kolonialverwaltung und nahm anschließend am Ersten Weltkrieg teil. Ab 1919 war er zunächst als Regierungsrat im Reichskolonialministerium, anschließend im Auswärtigen Amt beschäftigt.
1920 wurde er an das Oberpräsidium nach Königsberg versetzt;  1921 erfolgte seine Ernennung zum Landrat des Kreises Randow in der Provinz Pommern. Von 1923 bis 1925 wirkte er als Regierungsvizepräsident in Frankfurt (Oder) und von 1925 bis 1931 als Regierungspräsident im Regierungsbezirk Liegnitz.
1931 erfolgte seine Wahl zum Oberbürgermeister der pommerschen Provinzhauptstadt
Stettin. Von 1933 bis 1937 wirkte er in gleicher Funktion in Mönchengladbach.